# UCI Women's WorldTeam
Un UCI Women's WorldTeam és un equip femení de ciclisme de carretera de la primera divisió segons la Unió Ciclista Internacional (UCI). Aquesta denominació es crea a partir de la temporada 2020. Els equips que formen part de l'UCI Women's WorldTeam són convidats automàticament pels organitzadors de les competicions de la UCI Women's World Tour.
Altres equips femenins reconeguts per l'UCI són els equips continentals de ciclisme.

## Identitat, nom i nacionalitat
Un equip UCI Women's WorldTeam està format pel responsable financer, patrocinadors (incloent fins a tres patrocinadors principals), ciclistes i altres empleats de l'equip (mànager, entrenador, metge de l'equip, ajudant, mecànic, etc.).
El nom d'un UCI Women's WorldTeam ha de ser el de l'empresa o la marca d'un o més dels patrocinadors principals, o el nom del responsable financer.
La nacionalitat d'un UCI WorldTeam la determina possiblement la seu del responsable financer de l'equip o el país en què es comercialitza un producte o servei del patrocinador principal.

## Llicència
La UCI atorga les llicències de l'UCI Women's WorldTeam per un període màxim de quatre anys sobre la base de criteris esportius, ètics, financers, administratius i organitzatius. Els equips amb llicència s'anomenen UCI Women's WorldTeam i s'han de tornar a registrar cada any. La llicència pot caducar si no es compleixen aquests requisits. Aquesta llicència és propietat i està gestionada exclusivament pel gestor financer de l'UCI Women's WorldTeam.
El nombre total de llicències de l'UCI Women's WorldTeam estava limitada a vuit el 2020, dotze el 2021 i quinze a partir del 2022.
El criteri ètic es refereix en particular a la qüestió del dopatge. El criteri administratiu es refereix especialment al compliment de les normes de llicència, per exemple la presentació dels contractes i el seu compliment de les normes. El criteri financer fa referència a la capacitat de complir els compromisos. El criteri organitzatiu es va aplicar a partir de la temporada 2022 i es refereix especialment al suport de metges i entrenadors així com a la limitació dels dies de cursa per corredora a 75.
Si més equips compleixen aquests criteris que les llicències disponibles, s'utilitza el criteri esportiu per decidir quins equips formaran part de la primera divisió.

## Corredores
Les ciclistes inscrites a cada equip UCI Women's WorldTeam són professionals. Les seves condicions mínimes de treball estan regulades per la normativa de la UCI. A partir de la temporada 2023, el sou mínim és el salari mínim dels ciclistes masculins que competeixen en un UCI ProTeam (segona divisió masculina de ciclisme de carretera).
El nombre mínim de ciclistes per equip és de deu (excepte el 2020 i el 2021, on es fixà en nou). El nombre màxim de corredores és de 22 (16 del 2020 al 2022).
A més, un equip UCI Women's WorldTeam pot contractar fins a dues corredores com a aprenents a partir de l'1 d'agost de cada any, però no se'ls permet participar en les curses del UCI Women's World Tour.

## Llista d'equips
2020
| Nom | País                               | Codi UCI      |
| --- | ---------------------------------- | ------------- |
| ALE | Alé BTC Ljubljana                  | Itàlia        |
| CSR | Canyon Sram Racing                 | Alemanya      |
| CCC | CCC-Liv                            | Països Baixos |
| FDJ | FDJ Nouvelle Aquitaine Futuroscope | França        |
| MTS | Mitchelton Scott                   | Austràlia     |
| MOV | Movistar Team                      | Espanya       |
| SUN | Team Sunweb                        | Països Baixos |
| TFS | Trek-Segafredo Women               | Estats Units  |

2021
| UCI Women's WorldTeams (9)- Alé BTC Ljubljana - Canyon-SRAM Racing - FDJ-Nouvelle Aquitaine-Futuroscope - Team BikeExchange - Liv Racing - Movistar Team - Team DSM - SD Worx - Trek-Segafredo |
| |

2022
| UCI Women's WorldTeams (14)- Canyon-SRAM Racing - EF Education-TIBCO-SVB - FDJ Nouvelle Aquitaine Futuroscope - Human Powered Health - Liv Racing Xstra - Movistar Team - Roland Cogeas-Edelweiss Squad - Team BikeExchange-Jayco - Team DSM - Team Jumbo-Visma - SD Worx - Trek-Segafredo - UAE Team ADQ - Uno-X Pro Cycling Team |
| |

2023
| UCI Women's WorldTeams (15)- Canyon-SRAM Racing - EF Education-TIBCO-SVB - FDJ-Suez - Fenix-Deceuninck - Human Powered Health - Israel-Premier Tech Roland - Liv Racing TeqFind - Movistar Team - Team DSM - Team Jayco AlUla - Team Jumbo-Visma - SD Worx - Trek-Segafredo - UAE Team ADQ - Uno-X Pro Cycling Team |
| |

2024
| UCI Women's WorldTeams (15)- AG Insurance-Soudal Team - Canyon-SRAM Racing - Ceratizit-WNT Pro Cycling - FDJ-Suez - Fenix-Deceuninck - Human Powered Health - Lidl-Trek - Liv AlUla Jayco - Movistar Team - Roland - Team DSM-Firmenich PostNL - SD Worx-Protime - Team Visma \| Lease a Bike - UAE Team ADQ - Uno-X Mobility |
| |

2025
| UCI Women's WorldTeams (15)- AG Insurance-Soudal Team - Canyon//SRAM zondacrypto - Ceratizit Pro Cycling Team - FDJ-Suez - Fenix-Deceuninck - Human Powered Health - Lidl-Trek - Liv AlUla Jayco - Movistar Team - Team Picnic PostNL - Roland - Team SD Worx-Protime - Team Visma \| Lease a Bike - UAE Team ADQ - Uno-X Mobility |
| |